# Liste der Einträge im National Register of Historic Places im Sabine County
Die Liste der Registered Historic Places im Sabine County führt alle Bauwerke und historischen Stätten im texanischen Sabine County auf, die in das National Register of Historic Places aufgenommen wurden.

## Aktuelle Einträge
| Lfd. Nr. | Name           | Bild | Datum der Eintragung | Adresse/Lage               | Ort      | ID       | Beschreibung |
| -------- | -------------- | ---- | -------------------- | -------------------------- | -------- | -------- | ------------ |
| 1        | Toole Building |      | 20. Dez. 2002        | 202 Main St.               | Hemphill | 02001568 |              |
| 2        | Oliphant House |      | 18. Aug. 1977        | 7 mi. E of Milam off TX 21 | Milam    | 77001473 |              |